# Giru (plaats)
Giru is een plaats in de Australische deelstaat Queensland en telt 375 inwoners (2001).